# Cinchonoideae
Cinchonoideae es una subfamilia de plantas de la familia Rubiaceae.

## Tribus
Según wikispecies
- Calycophylleae - Catesbaeeae - Cephalantheae - Chiococceae - Cinchoneae - Guettardeae - Hamelieae - Isertieae - Naucleeae - Rondeletieae

Según NCBI
- Calycophylleae - Chiococceae - Cinchoneae - Guettardeae - Hamelieae - Hillieae - Hymenodictyeae - Isertieae - Naucleeae - Rondeletieae - Simireae[1]